# Rory Mallinson
Rory Mallinson, nato Charles Joseph Mallinson (Atlanta, 27 ottobre 1913 – Los Angeles, 26 marzo 1976), è stato un attore statunitense.

## Filmografia parziale

### Cinema
- La fuga (Dark Passage), regia di Delmer Daves (1947)
- Rodeo King and the Senorita, regia di Philip Ford (1951)
- La regina dei desperados (Montana Belle), regia di Allan Dwan (1952)
- Scorching Fury, regia di Rick Freers (1952)
- Jesse James vs. the Daltons, regia di William Castle (1954)

### Televisione
- Wild Bill Hickok (The Adventures of Wild Bill Hickok) – serie TV, 7 episodi (1951-1956)
- Rescue 8 – serie TV, episodio 2x02 (1959)
- Everglades – serie TV, episodio 1x17 (1962)
- Sotto accusa (Arrest and Trial) – serie TV, episodio 1x29 (1964)